# Грачёв, Олег Станиславович
Олег Станиславович Грачёв (род. 6 августа 1974, Казань) — российский хоккеист, вратарь.

## Биография
Воспитанник казанского СК им. Урицкого. Играл за клубы «ТАН» Казань (1992/93), «Нефтехимик» (1994/95 — 1995/96), «Ак Барс-2» (1996/97 — 1997/99), «Ак Барс» (1997/98 — 1998/99), «Нефтяник» Альметьевск (1999/2000 — 2000/01), «Химик» Воскресенск (2001/02), «Гомель» (Белоруссия, 2002/03 — 2003/04, 2006/07), «Авангард» и «Омские ястребы» (2003/04), «Мечел» и «Нефтяник» Лениногорск (2004/05), «Барыс» Астана (Казахстан) и «Химик»-СКА Новополоцк (2005/06), «Ариада-Акпарс» Волжск (2007/08).
Двукратный чемпион России: 1997/98 («Ак Барс», 5 матчей), 2003/04 («Авангард», 2 матча). Чемпион и обладатель Кубка Белоруссии 2002/03 («Гомель»).